# Ферру, Антониу
Анто́ниу Жуаки́н Тава́реш Фе́рру (порт. António Joaquim Tavares Ferro; 17 августа 1895, Лиссабон — 11 ноября 1956, Лиссабон) —  португальский политический деятель, поэт, журналист и издатель журнала Orpheu («Орфей»), дипломат, драматург, представитель модернизма в португальской литературе и деятель культуры XX века. Офицер (OC, 1930) и затем гранд-офицер (GOC, 1943) Военного ордена Христа, командор (ComSE, 1931) и гранд-офицер (GOSE, 1941) Португальского ордена Сантьяго.

## Биография, творчество, культурная деятельность
Будущий писатель и поэт, журналист и политик, деятель культуры один год учился в лицее Камоэнса (Liceu Camões), где познакомился с Мариу де Са-Карнейру. Затем обучался праву на юридическом факультете Лиссабонского университета (1913—1918), но курс не завершил, то есть не получил законченного высшего образования. С молодых лет был связан с движением модернизма, был в близких отношениях с Мариу де Са-Карнейру, Алмадой Негрейрушем, Фернанду Пессоа и Луишем де Монталвором (Luís de Montalvor). Был женат на писательнице Фернанде де Каштру (Fernanda de Castro), а сын от этого брака, Антониу Куадруш (António Quadros), стал известным эссеистом и философом; упоминается Ольгой Овчаренко как исследователь творчества Фернанду Пессоа.
Причисляется к так называемому поколению журнала «Орфей» (Geração d’Orpheu, geração de Orpheu), поскольку был его активным сотрудником, хотя его литературные сочинения не были опубликованы ни в одном из двух номеров издания 1915 года. Антониу Ферру несколько раз упоминается в дневниковых записях Фернанду Пессоа за февраль—март 1913 года. По приглашению Пессоа занял пост издателя журнала «Орфей»; по другим источникам, это назначение исходило от Са-Карнейру. В пользу того, что в редакцию «Орфея» Ферру продвинул Са-Карнейру свидетельствует тот факт, что Пессоа, часто именовавший молодого сотрудника «юный Ферру» (menino Ferro или «мальчуган Ферру»), писал коллегам о том, что Са-Карнейру не знал о той незначительной роли, которую исполнял номинальный «издатель». Однако после закрытия журнала обрела большую важность кипучая деятельность Ферру в распространении духа модернизма, когда он пытался утвердить значение своих соотечественников в европейском авангарде.

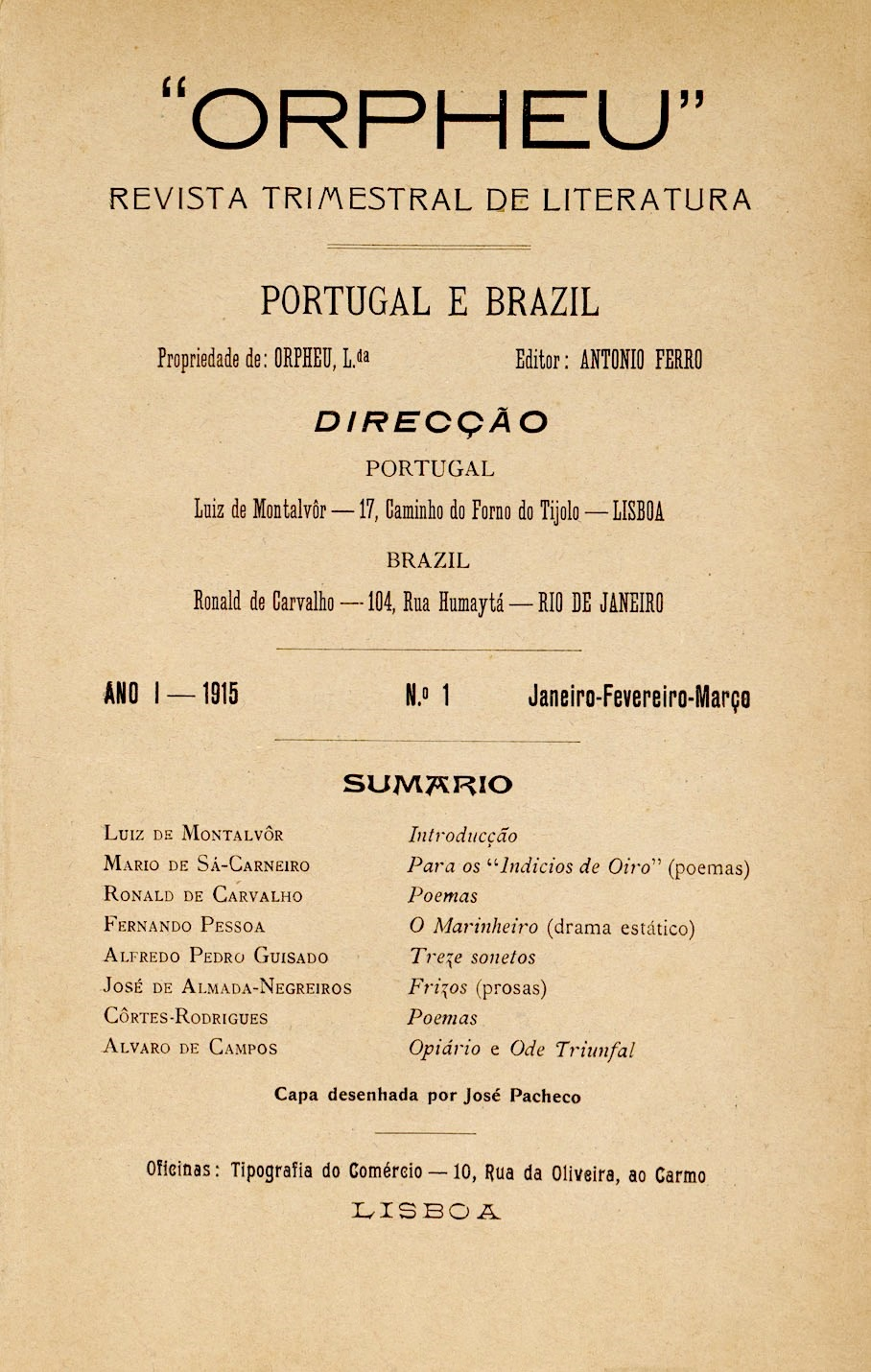
А. Ферру обозначен издателем на титульном листе журнала «Орфей», 1915, № 1

В 1918 году пребывал в Анголе в качестве военного представителя, оставив на время занятия журналистикой и литературой. Вернувшись в 1919 году на родину, Ферру, некогда начинавший как член Португальской республиканской партии, но затем превратившийся в правого сидониста, возглавил редакцию O Jornal, официального органа сторонников Сидониу Па́иша. 1922—1923 годы провёл в Бразилии, где участвовал в первых выступлениях модернистов вместе с Сержиу Милле (Sérgio Milliet), Освалдом де Андраде, Мариу де Андради, Роналдом де Карвалю (Ronald de Carvalho) и Мануэлом Бандейрой в их журнале «Клаксон» (Klaxon), в котором опубликовал свой манифест «Мы» (Nós) и поэтическую драму.
В последующие годы сотрудничал с периодическими изданиями, в 1923 году стал корреспондентом Diário de Notícias. Работая журналистом, ездил в заграничные командировки по Европе (1923—1931) и США (1927), проявил себя как автор интервью с известными деятелями кинематографа, литературы, политики периода между Первой и Второй мировыми войнами: Габриелем Д’Аннунцио (первый большой репортаж данного плана от португальской газеты O Século, 1920), Жоржем Клемансо, Жаном Кокто, Бенито Муссолини (2-й раз в 1926 году), Мигелем Примо де Риверой, Мигелем де Унамуно, Хосе Ортегой-и-Гассеория:Послы Португалии в Швейцарии
том, Антониу де Салазаром. В личной библиотеке Фернанду Пессоа сохранились книги Антониу Ферру с дарственными надписями автора — две из них с интервью Салазара. Такие репортажи, в частности, были изданы под названием Viagem à Volta das Ditaduras (1927). В 1930 году по заданию редакции прибыл в Мюнхен, где ему при содействии Эрнста Ганфштенгля, навесившему на португальского националиста ярлык «притворный француз» (порт. um francês disfarçado), удалось взять интервью у Адольфа Гитлера. А. Ферру стал первым журналистом, получившим ответы на 3 вопроса, заданные лидеру коричневорубашечников на французском языке.
В период Нового государства был назначен главой вновь созданного Секретариата национальной пропаганды (Secretariado da Propaganda Nacional, SPN, 1933—1944), и, работая на данном посту, выдвинул концепцию «политики духа» (Política do Espírito), эклектически совместив в ней идеи себастианизма (sebastianismo), культурного национализма (nacionalismo cultural), модернизма и народного творчества. За время деятельности основал по образцу Русского балета Дягилева труппу португальского балета Grupo de Bailados Verde Gaio (1940) и народный театр, уделял внимание развитию кинематографа, народного искусства и туризма, основывал музеи и литературные премии, организовывал выставки, способствовал проведению исследований в области музыкального искусства. Благодаря усилиям Антониу Ферру, в 1934 году поэтический цикл «Послание» (Mensagem) Фернанду Пессоа был удостоен премией. Однако эта активность в области развития португальской культуры и сотрудничество с выдающимися художниками, писателями, интеллектуалами ограничивалась явными идеологическими и этическими рамками в условиях тоталитарного режима, поскольку секретариат был инструментом пропаганды политики Нового государства. В 1944—1949 годах возглавлял Национальный секретариат по информации, народной культуре и туризму (Secretariado Nacional da Informação, Cultura Popular e Turismo, SNI) с расширением полномочий вновь созданного учреждения, сменившего реорганизованный Секретариат национальной пропаганды.
В 1949 году отошёл от политической деятельности, был назначен дипломатическим представителем в Швейцарии и Италии, продолжал писать стихи. Эти назначения могут восприниматься двояко: либо как почётная ссылка или почётная отставка, либо как уход на заслуженный отдых. В том же году впервые в Париже представил королеву фаду Амалию Родригеш. Несмотря на значительный вклад в развитие культуры Португалии, бывшие коллеги по журналу Presença («Презенса»), в частности Гашпар Симоенш (Gaspar Simões) и Адолфу Казайш Монтейру (Adolfo Casais Monteiro), отстранились от Антониу Ферру — восхищаясь им как авторитетным модернистом, не смогли простить ему связь с Салазаром, расценивая её как политическое предательство.

## Награды и звания
- 1930 — 5 октября награждён Военным орденом Христа[порт.] с посвящением в офицеры (OC)[10]
- 1931 — 23 сентября Португальский орден Сантьяго с посвящением в командоры (ComSE)
- 1941 — 4 марта Португальский орден Сантьяго с посвящением в гранд-офицеры (GOSE)
- 1941 — 4 ноября Большой крест ордена Короны Румынии
- 1943 — 29 октября Военный орден Христа с посвящением в гранд-офицеры (GOC)
- 1949 — 16 декабря Большой крест ордена Сиснероса
- 1955 — избран национальным членом-корреспондентом по литературе Лиссабонской академии наук[4]

## Издания

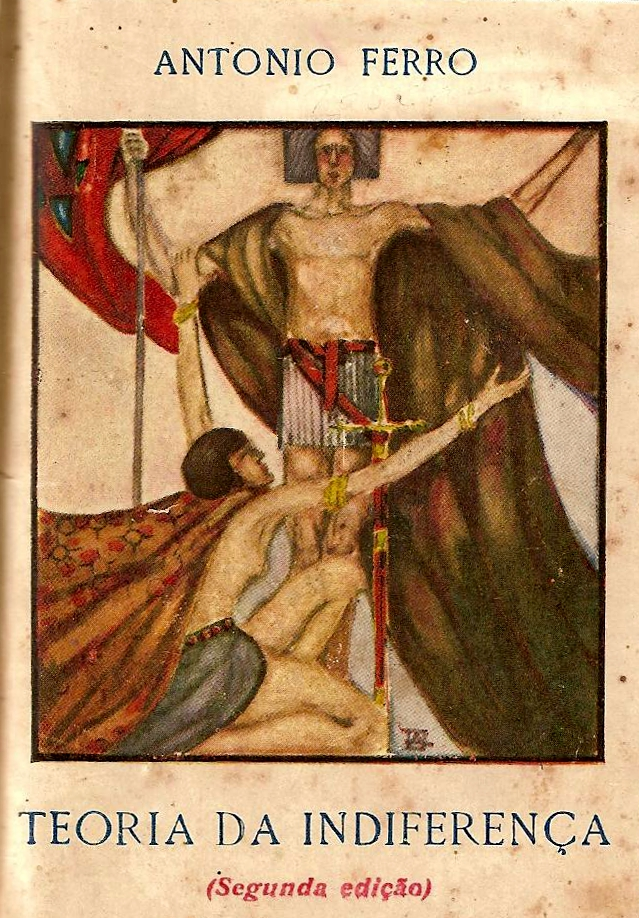
Обложка книги Teoria da Indiferença, 1920

- 1912 — Missal de Trovas (совместно с Аугушту Куньей (Augusto Cunha))
- 1917 — As Grandes Trágicas do Silêncio
- 1918 — O Ritmo da Paisagem"
- 1920 — Árvore de Natal
- 1920 — Teoria da Indiferença
- 1921 — Leviana (новелла)
- 1922 — Nós (манифест)[11]
- 1922 — Gabriele d'Annunzio e Eu
- 1923 — A Idade do Jazz-Band
- 1923 — Batalha de Flores
- 1924 — Mar Alto (театральная пьеса)[11]
- 1925 — A Amadora dos Fenómenos
- 1927 — Viagem à Volta das Ditaduras
- 1933 — Salazar, o Homem e a Obra
- 1941 — Homens e Multidões
- 1954 — D. Manuel II, o Desventurado
- 1957 — Saudades de Mim (посмертное издание)

Интервью с Гитлером 1930 года
- Ferro A. Agitada e sensacional entrevista com Adolfo Hitler, chefe dos nacionais-socialistas :  [порт.] / António Ferro // Diário de Notícias. — 2020. — No. 55162 (30 abril). — P. 1, 4. — ISSN 0870-1954.

## Издатель
- Santa Rita Pintor. A Torre Eiffel e o Genio do Futurismo :  [порт.] // Orpheu : revista trimestral de literatura / ed. por António Ferro e dir. de Fernando Pessoa e Mário de Sá-Carneiro e com ilustrações de Santa Rita Pintor. — 1915. — No. 1.